# Pomatorhinus swinhoei
Pomatorhinus swinhoei là một loài chim trong họ Timaliidae.